# Chambry
|  | Per a altres significats, vegeu «Chambry (Aisne)». |

Chambry és un municipi francès, situat al departament del Sena i Marne i a la regió d'Illa de França. L'any 2007 tenia 875 habitants.
Forma part del cantó de Claye-Souilly, del districte de Meaux i de la Comunitat d'aglomeració del Pays de Meaux.

## Demografia

### Població
El 2007 la població de fet de Chambry era de 875 persones. Hi havia 343 famílies, de les quals 84 eren unipersonals (32 homes vivint sols i 52 dones vivint soles), 88 parelles sense fills, 147 parelles amb fills i 24 famílies monoparentals amb fills.
La població ha evolucionat segons el següent gràfic:
Habitants censats 

### Habitatges
El 2007 hi havia 365 habitatges, 345 eren l'habitatge principal de la família, una era segona residència i 19 estaven desocupats. 320 eren cases i 44 eren apartaments. Dels 345 habitatges principals, 273 estaven ocupats pels seus propietaris, 62 estaven llogats i ocupats pels llogaters i 10 estaven cedits a títol gratuït; 12 tenien una cambra, 26 en tenien dues, 61 en tenien tres, 88 en tenien quatre i 158 en tenien cinc o més. 298 habitatges disposaven pel capbaix d'una plaça de pàrquing. A 142 habitatges hi havia un automòbil i a 173 n'hi havia dos o més.

### Piràmide de població
La piràmide de població per edats i sexe el 2009 era:
| Homes | Edats   | Dones |
| ----- | ------- | ----- |
| 0     | 95 o +  | 8     |
| 8     | 90 a 94 | 4     |
| 0     | 85 a 89 | 8     |
| 0     | 80 a 84 | 0     |
| 24    | 75 a 79 | 4     |
| 8     | 70 a 74 | 24    |
| 20    | 65 a 69 | 20    |
| 24    | 60 a 64 | 20    |
| 8     | 55 a 59 | 20    |
| 32    | 50 a 54 | 16    |
| 40    | 45 a 49 | 36    |
| 44    | 40 a 44 | 48    |
| 36    | 35 a 39 | 48    |
| 32    | 30 a 34 | 20    |
| 20    | 25 a 29 | 28    |
| 24    | 20 a 24 | 12    |
| 36    | 15 a 19 | 40    |
| 44    | 10 a 14 | 36    |
| 24    | 5 a 9   | 12    |
| 20    | 0 a 4   | 12    |

## Economia
El 2007 la població en edat de treballar era de 593 persones, 464 eren actives i 129 eren inactives. De les 464 persones actives 445 estaven ocupades (232 homes i 213 dones) i 19 estaven aturades (9 homes i 10 dones). De les 129 persones inactives 48 estaven jubilades, 50 estaven estudiant i 31 estaven classificades com a «altres inactius».

### Ingressos
El 2009 a Chambry hi havia 350 unitats fiscals que integraven 895 persones, la mediana anual d'ingressos fiscals per persona era de 20.542 €.

### Activitats econòmiques
Dels 16 establiments que hi havia el 2007, 1 era d'una empresa alimentària, 3 d'empreses de fabricació d'altres productes industrials, 4 d'empreses de construcció, 1 d'una empresa de comerç i reparació d'automòbils, 1 d'una empresa d'hostatgeria i restauració, 1 d'una empresa immobiliària, 1 d'una empresa de serveis i 4 d'empreses classificades com a «altres activitats de serveis».
Dels 9 establiments de servei als particulars que hi havia el 2009, 2 eren funeràries, 2 guixaires pintors, 2 empreses de construcció, 2 perruqueries i 1 agència immobiliària.
L'únic establiment comercial que hi havia el 2009 era una fleca.
L'any 2000 a Chambry hi havia 10 explotacions agrícoles que ocupaven un total de 630 hectàrees.

## Equipaments sanitaris i escolars
El 2009 hi havia una escola elemental integrada dins d'un grup escolar amb les comunes properes formant una escola dispersa.

## Poblacions properes
El següent diagrama mostra les poblacions més properes.